# Парки Канадских Скалистых гор

Парки Канадских скалистых гор

Парки Канадских скалистых гор (англ. Canadian Rocky Mountain Parks World Heritage Site) расположены в Канадских скалистых горах.
В их состав включены четыре национальных парка Канады:
- Банф (национальный парк)
- Джаспер (национальный парк)
- Кутеней (национальный парк)
- Йохо (национальный парк)

и три провинциальных парка Британской Колумбии:
- Hamber Provincial Park
- Mount Assiniboine Provincial Park
- Mount Robson Provincial Park

Парки включают горы, ледники и горячие источники, а также истоки основных речных систем Северной Америки, например:
- Северный Саскачеван (река)
- Атабаска (река)
- Колумбия (река)
- Фрейзер (река)

## Объект Всемирного наследия
Список объектов Всемирного наследия ЮНЕСКО в Канаде пополнился этими парками в 1984 г.